# Martin Raasch
Martin Raasch (* 24. Dezember 1938 in Berlin; † 28. November 2008 ebenda) war ein deutscher Politiker (SPD).
Raasch machte eine Ausbildung im Verwaltungsdienst und wurde 1963 Stadtinspektor. Später wurde er Abteilungsleiter im Städtischen Krankenhaus Am Urban.
Seit 1955 Mitglied der SPD, wurde er bei der an die Wahl zum Abgeordnetenhaus von Berlin 1967 gekoppelten Wahl in die Bezirksverordnetenversammlung des Bezirks Neukölln gewählt. Von 1971 bis 1975 war er dort Vorsitzender der SPD-Fraktion. Bei der Wahl zum Abgeordnetenhaus von Berlin 1975 wurde er in das Abgeordnetenhaus von Berlin gewählt, 1979 konnte er das Direktmandat für den Wahlkreis Neukölln 7 gewinnen. Raasch wurde im Juli 1981 zum Bezirksstadtrat für Gesundheit in Neukölln gewählt, dieses Amt übte er für acht Jahre aus. Anschließend war er ab 1990 Vorstandsvorsitzender der Baugenossenschaft IDEAL, bis er 2003 in Pension ging.
Raasch wurde mit dem Bundesverdienstkreuz am Bande geehrt.